# Villemoyenne
Villemoyenne est une commune française située dans la région Grand Est, le département de l'Aube, l'arrondissement de Troyes et le canton de Bar-sur-Seine.
C'est l'une des 53 communes qui constituent la communauté decommunes du Barséquanais en Champagne.

## Géographie
| Clérey                  | Fresnoy-le-Château | Montreuil-sur-Barse  |
|                         | Villemoyenne       | Chauffour-lès-Bailly |
| Saint-Parres-lès-Vaudes |                    | Chappes              |

La commune est située dans l'aire urbaine de Troyes et fait partie du parc naturel régional de la Forêt d'Orient. Elle est la première commune du canton de Bar-sur-Seine en venant de Troyes par la route départementale n °49.
Le finage de Villemoyenne s'étend sur 1 221 hectares et la mairie se trouve à une altitude de 125 mètres.
L'agglomération formant le bourg centre est calée sur la Seine. Il existe un écart touchant Chappes et une ferme isolée - la Ferme de Beaumont - route de Chauffour-lès-Bailly.
La commune est voisine de Clérey, Fresnoy-le-Château, Montreuil-sur-Barse, Chauffour-lès-Bailly, Chappes et Saint-Parres-lès-Vaudes.

### Hydrographie
La commune est dans la région hydrographique « la Seine de sa source au confluent de l'Oise (exclu) » au sein du bassin Seine-Normandie. Elle est drainée par la Seine, la Civanne, un bras de la Seine, le Fossé 01 de la commune de Villemoyenne et le Fossé 01 des Bures,.
La Seine, un fleuve long de 775 km, coule dans le Bassin parisien et notamment dans le département de l’Aube en le traversant du sud-est au nord-ouest. Elle longe la commune sur son flanc sud-ouest et constitue une limite communale.
La Civanne, d'une longueur de 13 km, prend sa source dans la commune de Chauffour-lès-Bailly et se jette  dans la Barse à Courteranges, après avoir traversé huit communes. 

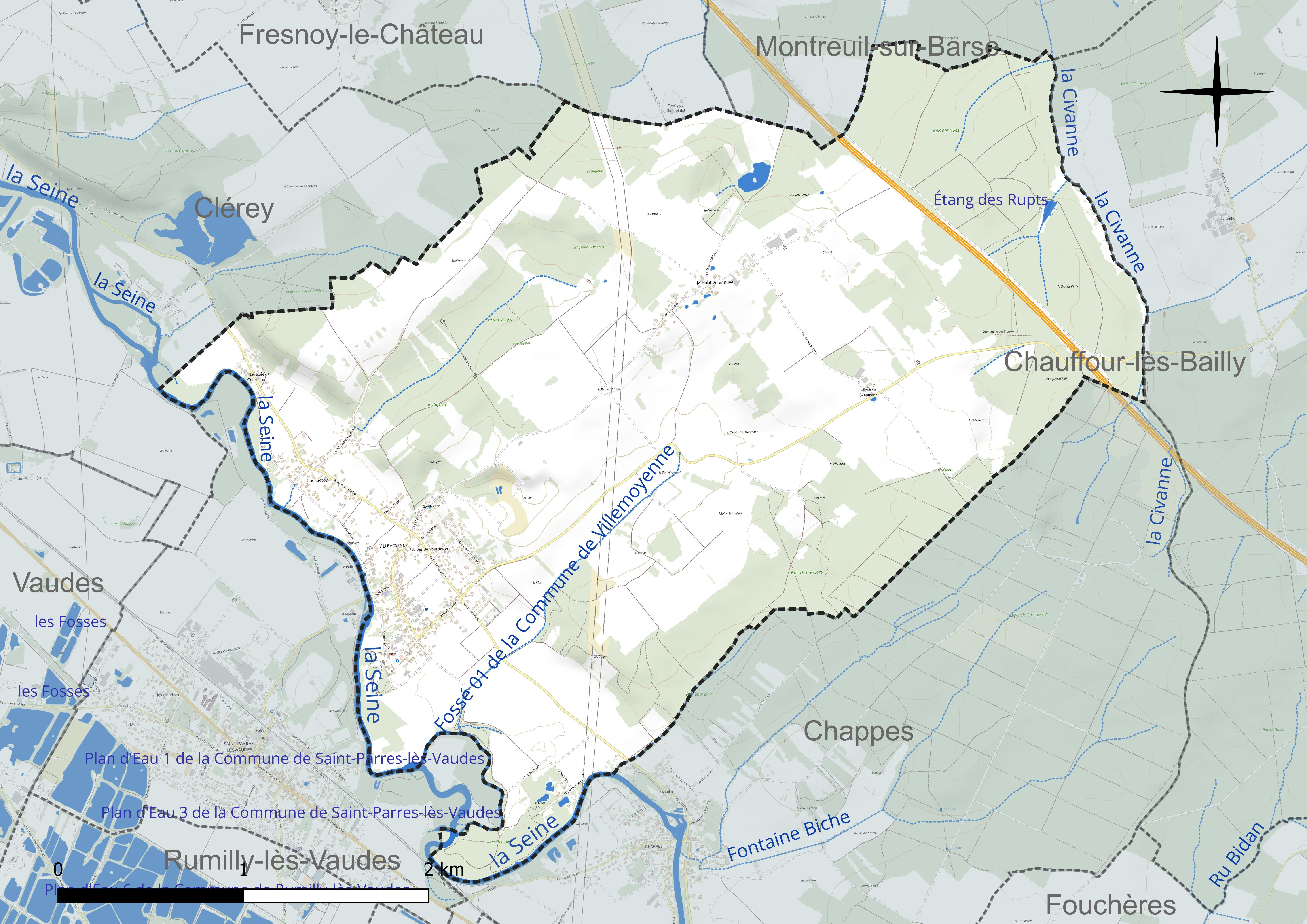
Réseau hydrographique de Villemoyenne.

Un plan d'eau complète le réseau hydrographique : l'étang des Rupts (0,5 ha),.

### Climat
Pour des articles plus généraux, voir Climat du Grand Est et Climat de l'Aube.
En 2010, le climat de la commune est de type climat océanique dégradé des plaines du Centre et du Nord, selon une étude du Centre national de la recherche scientifique s'appuyant sur une série de données couvrant la période 1971-2000. En 2020, Météo-France publie une typologie des climats de la France métropolitaine dans laquelle la commune est exposée à un climat océanique altéré et est dans la région climatique  Lorraine, plateau de Langres, Morvan, caractérisée par un hiver rude (1,5 °C), des vents modérés et des brouillards fréquents en automne et hiver. 
Pour la période 1971-2000, la température annuelle moyenne est de 10,6 °C, avec une amplitude thermique annuelle de 15,7 °C. Le cumul annuel moyen de précipitations est de 739 mm, avec 11,6 jours de précipitations en janvier et 8 jours en juillet. Pour la période 1991-2020, la température moyenne annuelle observée sur la station météorologique de Météo-France la plus proche, « Mesnil-Saint-Père », sur la commune de Mesnil-Saint-Père à 11 km à vol d'oiseau, est de 11,4 °C et le cumul annuel moyen de précipitations est de 772,6 mm. 
La température maximale relevée sur cette station est de 41 °C, atteinte le 25 juillet 2019 ; la température minimale est de −20,5 °C, atteinte le 2 janvier 1997,,. 
Les paramètres climatiques de la commune ont été estimés pour le milieu du siècle (2041-2070) selon différents scénarios d'émission de gaz à effet de serre à partir des nouvelles projections climatiques de référence DRIAS-2020. Ils sont consultables sur un site dédié publié par Météo-France en novembre 2022.

## Urbanisme

### Typologie
Au 1er janvier 2024, Villemoyenne est catégorisée commune rurale à habitat dispersé, selon la nouvelle grille communale de densité à 7 niveaux définie par l'Insee en 2022.
Elle est située hors unité urbaine. Par ailleurs la commune fait partie de l'aire d'attraction de Troyes, dont elle est une commune de la couronne,. Cette aire, qui regroupe 209 communes, est catégorisée dans les aires de 200 000 à moins de 700 000 habitants,.

### Occupation des sols
L'occupation des sols de la commune, telle qu'elle ressort de la base de données européenne d’occupation biophysique des sols Corine Land Cover (CLC), est marquée par l'importance des territoires agricoles (53,3 % en 2018), en diminution par rapport à 1990 (56,8 %). La répartition détaillée en 2018 est la suivante : 
forêts (41,5 %), terres arables (33,3 %), prairies (16,2 %), zones urbanisées (5,2 %), zones agricoles hétérogènes (3,8 %). L'évolution de l’occupation des sols de la commune et de ses infrastructures peut être observée sur les différentes représentations cartographiques du territoire : la carte de Cassini (XVIIIe siècle), la carte d'état-major (1820-1866) et les cartes ou photos aériennes de l'IGN pour la période actuelle (1950 à aujourd'hui).

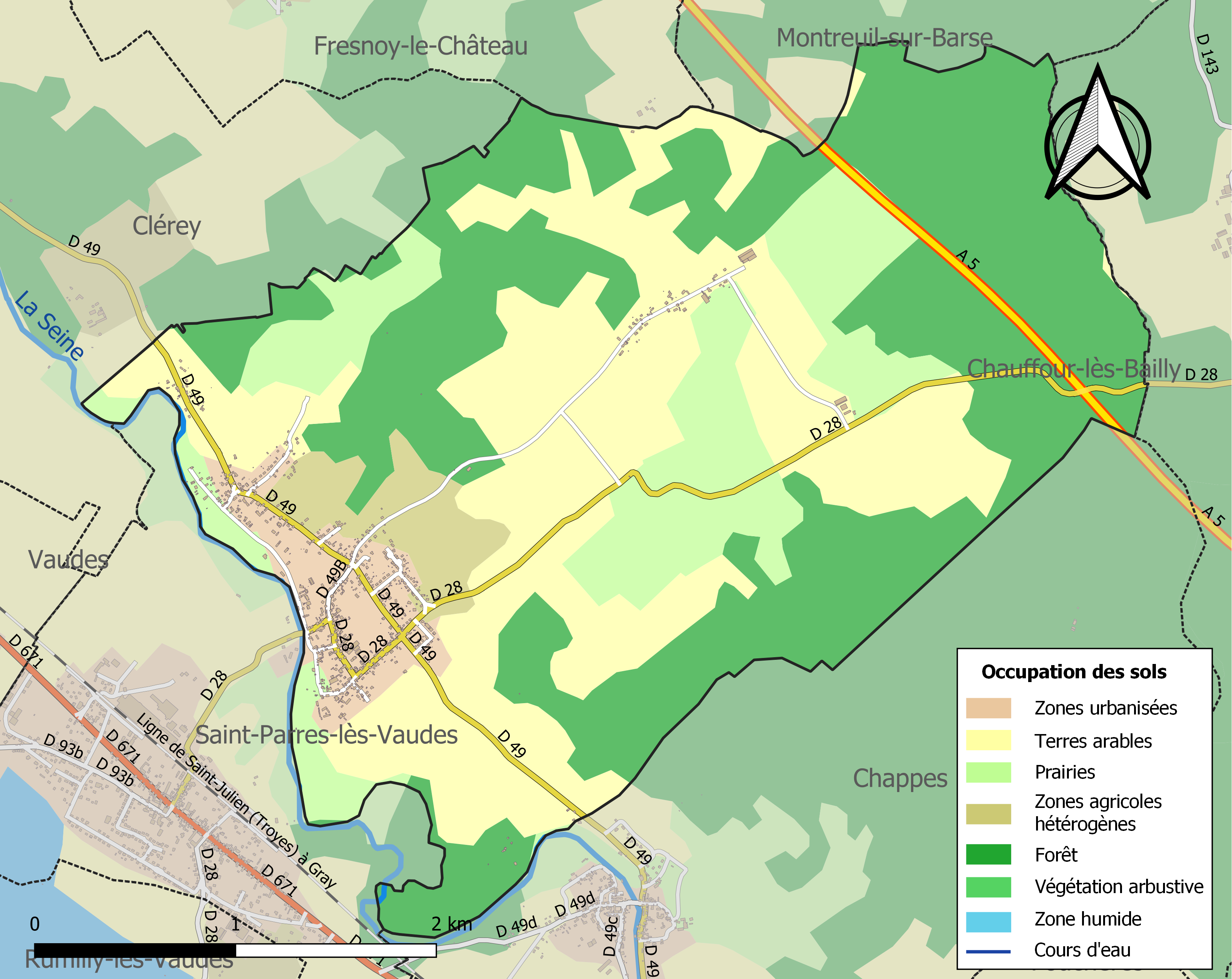
Carte des infrastructures et de l'occupation des sols de la commune en 2018 (CLC).

## Hameaux, lieux-dits et écarts
Beaumont (hameau puis ferme), Bressoré (anciennement Bressorey), Chevrey (ferme), Chevril ou Chevry (hameau), Courbeton (Curbetum, Corbetom, Corbetun, Corbetuns Courbetons), Pré-Poinçot (maison isolée), le Reposou, les Rups, le Saussaie de Courbeton, le Haut-Villeneuve (anciennement les Hautes Villeneuves), le Bas-Villeneuve (anciennement les Basses Villeneuves).

## Histoire
Au temps de l'occupation romaine, un camp était établi sur le territoire de la commune. Le lieu-dit le Camp témoigne de ce passage. En 1892 a été découvert un pot de terre rempli de 500 pièces de monnaie romaines sur le tracé de l'ancienne voie qui reliait Troyes à Langres.
On peut situer l'origine du village vers 1095 sous le nom de Médiana-Villa devenu ensuite Villa Média (Villamédiano d'après le livre "Bibliothèque historique de la France" de Jacques Lelong p. 816 1768). Cette dénomination qui signifie "qui est au milieu" indique sans doute que Villa Média se situait entre les Comtés de Troyes et de Bar-sur-Seine. En 1222, apparaît le nom actuel de Villemoyenne. Au XVe siècle, la route qui menait de Troyes à la Suisse passait par notre village (la route nationale de Troyes à Dijon ne date que de l'Empire). Vers 1610 on note l'existence de menuisiers, sabotiers, charpentiers et jardiniers.

## Démographie

### Évolution démographique
L'évolution du nombre d'habitants est connue à travers les recensements de la population effectués dans la commune depuis 1793. Pour les communes de moins de 10 000 habitants, une enquête de recensement portant sur toute la population est réalisée tous les cinq ans, les populations de référence des années intermédiaires étant quant à elles estimées par interpolation ou extrapolation. Pour la commune, le premier recensement exhaustif entrant dans le cadre du nouveau dispositif a été réalisé en 2005.

En 2022, la commune comptait 731 habitants, en évolution de −5,68 % par rapport à 2016 (Aube : +0,7 %, France hors Mayotte : +2,11 %).
| 1793 | 1800 | 1806 | 1821 | 1831 | 1836 | 1841 | 1846 | 1851 |
| ---- | ---- | ---- | ---- | ---- | ---- | ---- | ---- | ---- |
| 473  | 504  | 595  | 566  | 626  | 624  | 604  | 621  | 625  |

| 1856 | 1861 | 1866 | 1872 | 1876 | 1881 | 1886 | 1891 | 1896 |
| ---- | ---- | ---- | ---- | ---- | ---- | ---- | ---- | ---- |
| 600  | 590  | 579  | 553  | 541  | 526  | 519  | 495  | 451  |

| 1901 | 1906 | 1911 | 1921 | 1926 | 1931 | 1936 | 1946 | 1954 |
| ---- | ---- | ---- | ---- | ---- | ---- | ---- | ---- | ---- |
| 453  | 437  | 409  | 362  | 387  | 418  | 404  | 411  | 400  |

| 1962 | 1968 | 1975 | 1982 | 1990 | 1999 | 2005 | 2006 | 2010 |
| ---- | ---- | ---- | ---- | ---- | ---- | ---- | ---- | ---- |
| 460  | 461  | 491  | 505  | 477  | 523  | 629  | 651  | 748  |

| 2015 | 2020 | 2022 | - | - | - | - | - | - |
| ---- | ---- | ---- | - | - | - | - | - | - |
| 779  | 739  | 731  | - | - | - | - | - | - |

En 2009, Villemoyenne compte 719 habitants (soit une augmentation de 37 % par rapport à 1999). La commune occupe le 12 561e rang au niveau national, alors qu'elle était au 14 772e en 1999, et le 64e au niveau départemental sur 433 communes.
L'évolution du nombre d'habitants est connue à travers les recensements de la population effectués à Villemoyenne depuis 1793.
Au début du XXIe siècle, les modalités de recensement ont été modifiées par loi du 27 février 2002, dite loi de démocratie de proximité, afin de permettre, après une période transitoire courant de 2004 à 2008, la publication annuelle de la population légale des différentes circonscriptions administratives françaises.
Pour les communes dont la population est inférieure à 10 000 habitants, les enquêtes sont exhaustives et ont lieu par roulement tous les cinq ans. Pour Villemoyenne, le premier recensement a été fait en 2005
, les suivants étant en 2010, 2015, etc. La première population légale postérieure à celle de 1999 et s’inscrivant dans ce nouveau dispositif est entrée en vigueur au 1er janvier 2009 et correspond au recensement de l’année 2006, qui, pour Villemoyenne, est une évaluation intermédiaire.
Le maximum de la population a été atteint en 2009 avec 719 habitants.

### Pyramide des âges
La population de la commune est relativement jeune.
En 2018, le taux de personnes d'un âge inférieur à 30 ans s'élève à 37,2 %, soit au-dessus de la moyenne départementale (35,2 %). À l'inverse, le taux de personnes d'âge supérieur à 60 ans est de 23,1 % la même année, alors qu'il est de 27,7 % au niveau départemental.
En 2018, la commune comptait 389 hommes pour 378 femmes, soit un taux de 50,72 % d'hommes, largement supérieur au taux départemental (48,59 %).
Les pyramides des âges de la commune et du département s'établissent comme suit.
| Hommes | Classe d’âge | Femmes |
| ------ | ------------ | ------ |
| 0,8    | 90 ou +      | 1,6    |
| 4,3    | 75-89 ans    | 8,0    |
| 17,6   | 60-74 ans    | 14,0   |
| 21,3   | 45-59 ans    | 20,1   |
| 16,8   | 30-44 ans    | 21,2   |
| 17,3   | 15-29 ans    | 16,2   |
| 21,9   | 0-14 ans     | 19,0   |

| Hommes | Classe d’âge | Femmes |
| ------ | ------------ | ------ |
| 0,8    | 90 ou +      | 2,1    |
| 7,4    | 75-89 ans    | 10,2   |
| 17,4   | 60-74 ans    | 18,4   |
| 19,4   | 45-59 ans    | 19     |
| 17,8   | 30-44 ans    | 17,3   |
| 18,3   | 15-29 ans    | 15,9   |
| 19     | 0-14 ans     | 17,1   |

## Lieux et monuments
- La mairie : Cet ancien presbytère a été remanié en 1875. La mairie y est installée depuis 1977. On peut y admirer des boiseries datant des époques Louis XIV et Louis XV.

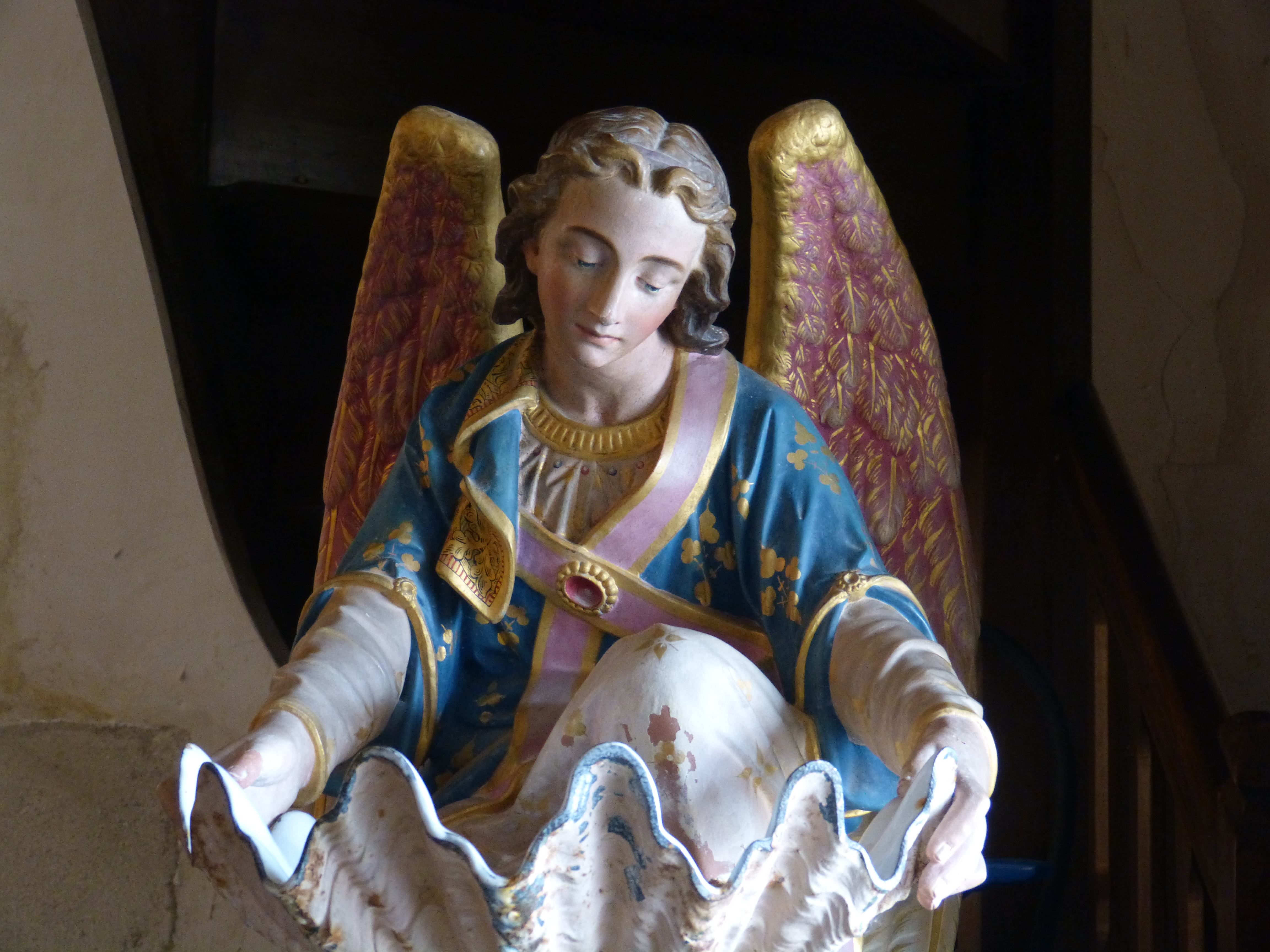
Ange bénitier à l'entrée de l'église. Terre cuite de la Sainterie de Vendeuvre sur Barse.

- Ange bénitier à l'entrée de l'église. Terre cuite de la Sainterie de Vendeuvre sur Barse. L'église : Elle est placée sous le vocable de Saint Martin. Elle a été construite à différentes époques, la plus ancienne étant l'époque Romane (Entre le Xe et le XIIe siècle). La flèche date de 1850. On y remarque en particulier une belle vierge, mère, datant du XIVe siècle. L'église a été restaurée en 1954, 1984 et 2004. Une châsse en cuivre doré et émaillé datant du XIIIe siècle ainsi qu'un petit reliquaire pédiculé en cuivre doré du XIVe siècle et des fragments de vitraux du XVIe ont été déposés au trésor de la cathédrale de Troyes. Il subsiste, dans l'église, des fragments de reliques de Saint Symphorien, Saint Bonaventure et Saint Lyé. Un panneau descriptif de l'église réalisé par le parc naturel régional de la forêt d'Orient est apposé à côté de la porte d'entrée. Les vitraux datent du XIXe et un du XXIe siècle.
- Le monument aux morts : Il a été édifié après la guerre de 1914-1918 qui fit 17 victimes parmi les 70 hommes mobilisés. Y figurent également les noms de 3 victimes de la guerre de 1870, 8 de celle de 1939-1945 et une victime de 1959, pendant la guerre d'Algérie.
- Le pont : Le pont qui franchit la Seine entre Villemoyenne et Saint Parres-lès-Vaudes était en bois en 1836. Il a été détruit en 1940 mais rétabli aussitôt par les Allemands. Bombardé par les Alliés il a ensuite été reconstruit en béton après la Seconde Guerre mondiale.
- La fontaine Saint-Roch : Elle est située rue Saint-Roch. Au XIXe siècle, on y faisait une procession le jour de l'Assomption. Ceux qui étaient atteints de fièvre venaient boire l'eau de la source et prier.
- Les croix : Il en existe plusieurs en fer forgé, l'une au cimetière situé route de Chappes et l'autre au carrefour du hameau de Courbeton.
- Le chalet Laplanche : En 1789 on relève déjà un menuisier du nom de Laplanche. Ses descendants furent ébénistes et tapissiers. L'un d'eux créa l'enseigne troyenne Bellot-Laplanche qui devint par la suite Guillou-Blanchard. On trouve le chalet Laplanche au 5, rue Marcellin Lévêque. Cette construction vraiment typique fut réalisée vers la fin du XIXe siècle.
- Le château : Situé 1, chemin du gué, à proximité de l'église et de la Mairie, il appartient à des particuliers. La présence d'un gros colombier datant de 1662 marque l'ancienneté du domaine. Le château serait daté de 1704 et a été reconstruit en 1713 par Claude de Mauroy. La grille monumentale a été posée vers 1850.

## Héraldique
|  | Les armes de la ville se blasonnent ainsi : D'argent à la porte de ville fortifiée, l'ouverture du champ meublée d'un chevron accompagné de sept merlettes, deux rangées en barre en chef à dextre, deux rangées en bande en chef à senestre et trois mal ordonnées en pointe, le tout de gueules. La porte du rempart rappelle la ville (armes parlantes, le mot ville étant contenu dans le nom de Villemoyenne). Les sept oiseaux (merlettes) et le chevron rappellent les armes des ducs d'Aumont qui furent seigneurs de Villemoyenne. |